# Chris Kraus
Chris Kraus (Gottinga, 1963) è un regista tedesco.

## Biografia
Chris Kraus era un giornalista e illustratore prima di frequentare l'Accademia tedesca per Film e Televisione (German Academy for Film and Television) a Berlino tra il 1991 e il 1998, dove ha studiato regia cinematografica. Iniziando nel 1994, ha lavorato come drammatico e sceneggiatore per il regista Volker Schlöndorff, Rosa von Praunheim e Detlev Buck, fra gli altri.
Nel 2002 fu pubblicato il suo primo romanzo, intitolato Scherbentanz. Inoltre girò un film basato su questo libro, con l'aiuto di Margit Carstensen e Jürgen Vogel. Nel 2006 fece il suo secondo film: Quattro minuti (Vier Minuten).
Chris Kraus vive a Berlino e fa regolarmente lezioni accademiche sulla produzione cinematografica.

## Filmografia

### Regista
- Scherbentanz (2002)
- Quattro minuti (Vier Minuten) (2006)
- Bella Block – serie TV, episodio Reise nach China (2008)
- Poll (2010)
- Rosakinder – film TV (2012)
- Die Blumen von gestern (2016)
- 15 Jahre (2023)

### Sceneggiatore
- Prelude, regia di Filippos Tsitos (1992) - cortometraggio
- The Einstein of Sex, regia di Rosa von Praunheim (1999)
- Scherbentanz, regia di Chris Kraus (2002)
- Il truffatore - The C(r)ook (C(r)ook), regia di Pepe Danquart (2004)
- Quattro minuti (Vier Minuten), regia di Chris Kraus (2006)
- Bella Block – serie TV, episodio Reise nach China, regia di Chris Kraus (2008)
- Poll, regia di Chris Kraus (2010)
- Die Blumen von gestern, regia di Chris Kraus (2016)
- 15 Jahre, regia di Chris Kraus (2023)

## Riconoscimenti
- Bayerischer Filmpreis
  - 2002 – Migliore nuovo regista per Scherbentanz [4]
  - 2006 – Miglior sceneggiatura per Quattro minuti[5]